# Lannea acuminata
Lannea acuminata är en sumakväxtart som beskrevs av Adolf Engler. Lannea acuminata ingår i släktet Lannea och familjen sumakväxter. Inga underarter finns listade i Catalogue of Life.